# Jesús María Viana
Jesús María de Viana Santa Cruz (Chus Viana) (Vitoria, 6 de julio de 1942-Madrid, 25 de febrero de 1987) fue un político centrista español.

## Biografía
Se licenció en Derecho y obtuvo el título de intendente mercantil. Su primera experiencia en política se produjo muy joven. A los 25 años fue nombrado alcalde del barrio de Arana de Vitoria. Años más tarde, en 1976 fue elegido presidente del Consejo de Empresarios y vicepresidente de la Cámara de Comercio de Álava.
En 1977 Viana da el salto definitivo a la política integrándose en la recién creada Unión de Centro Democrático (UCD) como uno de sus cuadros locales en Álava. La UCD nació como una coalición de partidos en torno a la figura de Adolfo Suárez, presidente del Gobierno en aquel momento.
En los años que permaneció en UCD (1977-1982) simultáneo cargos importantes tanto en Vitoria como en Madrid.
Viana ocupó la secretaría general y la presidencia del partido en Álava. En las primeras elecciones democráticas celebradas en 1977 fue elegido diputado por Álava al Congreso de los Diputados en la candidatura de UCD. Durante la legislatura constituyente de España (1977-79) presidió la Comisión de Hacienda de las Cortes y fue vicepresidente de su grupo parlamentario en el Congreso. En 1979 fue reelegido como diputado, pero en 1980 renunciaría a su escaño en las Cortes por incompatibilidad con su nuevo cargo de parlamentario vasco.
Entre 1977 y 1982 fue además miembro de la ejecutiva de UCD.
Tras haber ocupado la secretaría general y la presidencia de UCD en Álava, Viana fue presidente de UCD en el País Vasco entre 1978 y 1981.
Tuvo una participación importante en la creación del Estatuto de Autonomía del País Vasco de 1979. Fue miembro del Consejo General Vasco (1978-80), como consejero de Obras Públicas y Vivienda. El Consejo General Vasco fue la institución vasca en la que participaban la mayor parte de los partidos políticos para preparar el Estatuto de Autonomía. También fue uno de los 13 ponentes que redactaron el Estatuto de Guernica.
Fue elegido como parlamentario vasco en las elecciones al Parlamento Vasco de 1980. Fue parlamentario vasco entre 1980 y 1983, primero representando a UCD y tras la escisión de este partido en 1982 al recién creado Centro Democrático y Social.
Viana participó en julio de 1982 en la formación del Centro Democrático y Social (CDS), partido creado por el antiguo líder de UCD y expresidente del gobierno Adolfo Suárez. Viana fue uno de los hombres de confianza de Suárez en esos años y la cabeza visible de su partido en el País Vasco; presidente del CDS en el País Vasco desde 1982 y miembro del Comité Nacional. 
En 1986 Viana fue el encargado de dirigir la campaña electoral del CDS en las elecciones generales de España de 1986, en las que el partido de Suárez fue catapultado a la condición de tercer partido del arco parlamentario y con diecinueve escaños obtuvo los mejores resultados de la historia. A raíz de ese éxito, en el Congreso del CDS de 1986, Viana fue nombrado secretario general. Ese mismo año, fue candidato a lendakari en las elecciones vascas de noviembre de 1986 y obtuvo un escaño al Parlamento Vasco por Álava; escaño del que apenas si tuvo tiempo de tomar posesión.
El 25 de febrero de 1987 con 44 años de edad, falleció en Madrid, víctima de un derrame cerebral.